# Lista de episódios de 30 Rock

Logótipo da série.

A seguir se apresenta a lista dos episódios de 30 Rock, uma série de televisão norte-americana de comédia de situação transmitida pela rede de televisão National Broadcasting Company (NBC) de Outubro de 2006 a Janeiro de 2013. Criado pela actriz e também produtora executiva Tina Fey, o seriado retrata os bastidores de uma série de comédia fictícia intitulada TGS with Tracy Jordan (ou simplesmente TGS), à medida que acompanha também a vida da argumentista-chefe do programa, Liz Lemon (interpretada por Fey), das estrelas principais Tracy Jordan (Tracy Morgan) e Jenna Maroney (Jane Krakowski), do estagiário da NBC Kenneth Parcell (Jack McBrayer) e do executivo da emissora, Jack Donaghy (Alec Baldwin). O nome "30 Rock" refere-se ao endereço do GE Building, onde os estúdios da NBC estão localizados: 30 Rockefeller Plaza.
A primeira temporada de 30 Rock estreou na noite de 11 de Outubro de 2006, com a transmissão do episódio piloto. Esse episódio registou uma das audiências mais altas para a estreia de um seriado de comédia, tornando-se assim na mais alta alguma vez alcançada pelo seriado. Inicialmente, a temporada era transmitida no horário nobre das quartas-feiras. Contudo, ao registar um decréscimo em audiência, foi movido para as noites de quinta-feira. Concluindo 21 episódios, a temporada terminou a 26 de Abril de 2007. Após uma bem-sucedida primeira temporada, a NBC decidiu renovar 30 Rock, embora tenha passado por uma deliberação longa. A segunda temporada estreou a 4 de Outubro de 2007. Inicialmente, seriam emitidos 21 episódios, mas devido à greve de escritores do Writers Guild of America (2007-2008), não foi possível concretizar tal plano. Quando a greve terminou em Abril de 2008, apenas 5 episódios foram transmitidos após, totalizando 15 episódios na segunda temporada, que terminou a 8 de Maio de 2008. A terceira temporada de 30 Rock foi transmitida de 30 de Outubro de 2008 a 14 de Maio do ano seguinte, totalizando 22 episódios. Tendo sido assistida por 8,7 milhões de telespectadores, a estreia da temporada estabeleceu um novo recorde de audiência para a série, ultrapassando os 8,13 milhões alcançados pelo episódio piloto. Contudo, este recorde durou por apenas cinco semanas, quando o sexto episódio estabeleceu um novo número: 8,9 milhões. Em todo o período de transmissão da série, a terceira temporada foi a que mais telespectadores atraiu. A 15 de Janeiro de 2009, antes mesmo da terceira temporada terminar, a NBC anunciou a renovação de 30 Rock para uma quarta temporada, emitida na NBC entre 15 de Outubro do mesmo ano até 20 de Maio de 2010. Esta temporada apresentou uma baixa notável a nível de audiência em relação à anterior. Porém, não impediu a emissora de renovar o seriado para a sua quinta temporada. Transmitida entre 23 de Setembro de 2010 a 5 de Maio de 2011, representou um decréscimo ainda maior em nível de telespectadores. A sexta temporada de 30 Rock estreou a 12 de Janeiro de 2012 e terminou a 17 de Maio do mesmo ano. Foi transmitida em apenas um ano devido à gravidez de Fey, que a impediu de participar das filmagens nos últimos meses de 2011. Esta temporada foi a que alcançou as audiências mais baixas, inclusive a mais baixa de todas: 2,84 milhões de telespectadores, alcançada pelo último episódio. Devido a tais números baixos, a NBC tomou a decisão de renovar 30 Rock para uma sétima e última temporada, transmitida entre 4 de Outubro de 2012 e 31 de Janeiro de 2013.
A primeira temporada de 30 Rock foi lançada em DVD nos Estados Unidos e Canadá (Região 1) pela NBC Universal, em formato boxset. A segunda temporada foi lançada em DVD para os mesmos territórios a 7 de Outubro de 2008. A NBC Universal lançou também ambas temporadas para a Europa, Médio Oriente, África e América Latina em DVD. Todas as temporadas seguintes foram também divulgadas em DVD nos mesmos territórios.
Durante toda o seu tempo de execução, foram transmitidos no total 138 episódios originais de 30 Rock na NBC, incluindo três com uma hora de duração.

## Resumo
| Temporada | Temporada | Episódios | Transmissão original                         | Lançamento do DVD      | Lançamento do DVD       | Lançamento do DVD      |
| Temporada | Temporada | Episódios | Transmissão original                         | Região 1               | Região 2                | Região 4               |
| --------- | --------- | --------- | -------------------------------------------- | ---------------------- | ----------------------- | ---------------------- |
|           | 1         | 21        | 11 de Outubro de 2006 — 26 de Abril de 2007  | 4 de Setembro de 2007  | 17 de Março de 2008     | 30 de Abril de 2008    |
|           | 2         | 15        | 4 de Outubro de 2007 — 8 de Maio de 2008     | 7 de Outubro de 2008   | 25 de Maio de 2009      | 8 de Janeiro de 2009   |
|           | 3         | 22        | 30 de Outubro de 2008 — 14 de Maio de 2009   | 22 de Setembro de 2009 | 5 de Abril de 2010      | 11 de Novembro de 2009 |
|           | 4         | 22        | 15 de Outubro de 2009 — 20 de Maio de 2010   | 21 de Setembro de 2010 | 21 de Fevereiro de 2011 | 3 de Novembro de 2010  |
|           | 5         | 22        | 23 de Setembro de 2010 — 5 de Maio de 2011   | 29 de Novembro de 2011 | 5 de Março de 2012      | 9 de Novembro de 2011  |
|           | 6         | 22        | 12 de Janeiro — 17 de Maio de 2012           | 11 de Setembro de 2012 | 15 de Abril de 2013     | 7 de Novembro de 2012  |
|           | 7         | 13        | 4 de Outubro de 2012 — 31 de Janeiro de 2013 | 7 de Maio de 2013      | 5 de Maio de 2014       | 28 de Novembro de 2013 |
|           | Especial  | Especial  | 16 de Julho de 2020                          | N/A                    | N/A                     | N/A                    |

## Episódios
| N.º (série)              | N.º (temp.)             | Título                                                  | Realizador(a)            | Argumentista(s)                         | Transmissão original    | Cod. de produção        | Telespectadores (em milhões) |
| 1.ª temporada (2006-07)  | 1.ª temporada (2006-07) | 1.ª temporada (2006-07)                                 | 1.ª temporada (2006-07)  | 1.ª temporada (2006-07)                 | 1.ª temporada (2006-07) | 1.ª temporada (2006-07) | 1.ª temporada (2006-07)      |
| ------------------------ | ----------------------- | ------------------------------------------------------- | ------------------------ | --------------------------------------- | ----------------------- | ----------------------- | ---------------------------- |
| 1                        | 1                       | "Pilot"                                                 | Adam Bernstein           | Tina Fey                                | 11 de Outubro de 2006   | 101                     | 8,13                         |
| 2                        | 2                       | "The Aftermath"                                         | Adam Bernstein           | Tina Fey                                | 18 de Outubro de 2006   | 102                     | 5,71                         |
| 3                        | 3                       | "Blind Date"                                            | Adam Bernstein           | John Riggi                              | 25 de Outubro de 2006   | 103                     | 6,01                         |
| 4                        | 4                       | "Jack the Writer"                                       | Gail Mancuso             | Robert Carlock                          | 1 de Novembro de 2006   | 104                     | 4,80                         |
| 5                        | 5                       | "Jack-Tor"                                              | Don Scardino             | Robert Carlock                          | 16 de Novembro de 2006  | 105                     | 5,20                         |
| 6                        | 6                       | "Jack Meets Dennis"                                     | Juan José Campanella     | Jack Burditt                            | 30 de Novembro de 2006  | 106                     | 5,97                         |
| 7                        | 7                       | "Tracy Does Conan"                                      | Adam Bernstein           | Tina Fey                                | 6 de Dezembro de 2007   | 107                     | 6,84                         |
| 8                        | 8                       | "The Break-Up"                                          | Scott Ellis              | Dave Finkel & Brett Baer                | 14 de Dezembro de 2006  | 108                     | 5,90                         |
| 9                        | 9                       | "The Baby Show"                                         | Michael Engler           | Jack Burditt                            | 4 de Janeiro de 2007    | 109                     | 5,90                         |
| 10                       | 10                      | "The Rural Juror"                                       | Beth McCarthy-Miller     | Matt Hubbard                            | 11 de Janeiro de 2007   | 110                     | 6,10                         |
| 11                       | 11                      | "The Head and the Hair"                                 | Gail Mancuso             | Tina Fey & John Riggi                   | 18 de Janeiro de 2007   | 111                     | 5,00                         |
| 12                       | 12                      | "Black Tie"                                             | Don Scardino             | Kay Cannon & Tina Fey                   | 1 de Fevereiro de 2007  | 112                     | 5,70                         |
| 13                       | 13                      | "Up All Night"                                          | Michael Engler           | Tina Fey                                | 8 de Fevereiro de 2007  | 113                     | 5,20                         |
| 14                       | 14                      | "The C Word"                                            | Adam Bernstein           | Tina Fey                                | 15 de Fevereiro de 2007 | 114                     | 4,90                         |
| 15                       | 15                      | "Hard Ball"                                             | Don Scardino             | Matt Hubbard                            | 22 de Fevereiro de 2007 | 115                     | 4,60                         |
| 16                       | 16                      | "The Source Awards"                                     | Don Scardino             | Robert Carlock & Daisy Gardner          | 1 de Março de 2007      | 116                     | 5,62                         |
| 17                       | 17                      | "The Fighting Irish"                                    | Dennie Gordon            | Jack Burditt                            | 8 de Março de 2007      | 117                     | 5,20                         |
| 18                       | 18                      | "Fireworks"                                             | Beth McCarthy            | Dave Finkel & Brett Baer                | 5 de Abril de 2007      | 118                     | 5,40                         |
| 19                       | 19                      | "Corporate Crush"                                       | Don Scardino             | John Riggi                              | 12 de Abril de 2007     | 119                     | 5,20                         |
| 20                       | 20                      | "Cleveland"                                             | Paul Feig                | Jack Burditt & Robert Carlock           | 19 de Abril de 2007     | 120                     | 5,20                         |
| 21                       | 21                      | "Hiatus"                                                | Don Scardino             | Tina Fey                                | 26 de Abril de 2007     | 121                     | 4,70                         |
| 2.ª temporada (2007-08)  |                         |                                                         |                          |                                         |                         |                         |                              |
| 22                       | 1                       | "SeinfeldVision"                                        | Don Scardino             | Tina Fey                                | 4 de Outubro de 2007    | 201                     | 7,30                         |
| 23                       | 2                       | "Jack Gets in the Game"                                 | Michael Engler           | Robert Carlock                          | 11 de Outubro de 2007   | 202                     | 6,60                         |
| 24                       | 3                       | "The Collection"                                        | Don Scardino             | Matt Hubbard                            | 18 de Outubro de 2007   | 203                     | 6,20                         |
| 25                       | 4                       | "Rosemary's Baby"                                       | Michael Engler           | Jack Burditt                            | 25 de Outubro de 2007   | 204                     | 6,50                         |
| 26                       | 5                       | "Greenzo"                                               | Don Scardino             | Jon Pollack                             | 8 de Novembro de 2007   | 205                     | 6,60                         |
| 27                       | 6                       | "Somebody to Love"                                      | Beth McCarthy-Miller     | Tina Fey & Kay Cannon                   | 15 de Novembro de 2007  | 206                     | 5,80                         |
| 28                       | 7                       | "Cougars"                                               | Michael Engler           | John Riggi                              | 29 de Novembro de 2007  | 207                     | 6,40                         |
| 29                       | 8                       | "Secrets and Lies"                                      | Michael Engler           | Ron Weiner                              | 6 de Dezembro de 2007   | 208                     | 5,80                         |
| 30                       | 9                       | "Ludachristmas"                                         | Don Scardino             | Tami Sagher                             | 13 de Dezembro de 2007  | 209                     | 5,60                         |
| 31                       | 10                      | "Episódio 210"                                          | Richard Shepard          | Robert Carlock & Donald Glover          | 10 de Janeiro de 2008   | 210                     | 6,00                         |
| 32                       | 11                      | "MILF Island"                                           | Kevin Rodney Sullivan    | Tina Fey & Matt Hubbard                 | 10 de Abril de 2008     | 212                     | 5,70                         |
| 33                       | 12                      | "Subway Hero"                                           | Don Scardino             | Jack Burditt & Robert Carlock           | 17 de Abril de 2008     | 211                     | 6,40                         |
| 34                       | 13                      | "Succession"                                            | Gail Mancuso             | Andrew Guest & John Riggi               | 24 de Abril de 2008     | 213                     | 5,52                         |
| 35                       | 14                      | "Sandwich Day"                                          | Don Scardino             | Robert Carlock & Jack Burditt           | 1 de Maio de 2008       | 214                     | 5,40                         |
| 36                       | 15                      | "Cooter"                                                | Don Scardino             | Tina Fey                                | 8 de Maio de 2008       | 215                     | 5,61                         |
| 3.ª temporada (2008-09)  |                         |                                                         |                          |                                         |                         |                         |                              |
| 37                       | 1                       | "Do-Over"                                               | Don Scardino             | Tina Fey                                | 30 de Outubro de 2008   | 301                     | 8,70                         |
| 38                       | 2                       | "Believe in the Stars"                                  | Don Scardino             | Robert Carlock                          | 6 de Novembro de 2008   | 302                     | 8,10                         |
| 39                       | 3                       | "The One with the Cast of Night Court"                  | Gail Mancuso             | Jack Burditt                            | 13 de Novembro de 2008  | 303                     | 7,50                         |
| 40                       | 4                       | "Gavin Volure"                                          | Gail Mancuso             | John Riggi                              | 20 de Novembro de 2008  | 304                     | 7,30                         |
| 41                       | 5                       | "Reunion"                                               | Beth McCarthy-Miller     | Matt Hubbard                            | 4 de Dezembro de 2008   | 305                     | 7,10                         |
| 42                       | 6                       | "Christmas Special"                                     | Don Scardino             | Kay Cannon & Tina Fey                   | 11 de Dezembro de 2008  | 306                     | 8,90                         |
| 43                       | 7                       | "Señor Macho Solo"                                      | Beth McCarthy-Miller     | Ron Weiner                              | 8 de Janeiro de 2009    | 307                     | 5,40                         |
| 44                       | 8                       | "Flu Shot"                                              | Don Scardino             | Jon Pollack                             | 15 de Janeiro de 2009   | 308                     | 6,59                         |
| 45                       | 9                       | "Retreat to Move Forward"                               | Steve Buscemi            | Tami Sagher                             | 22 de Janeiro de 2009   | 309                     | 6,40                         |
| 46                       | 10                      | "Generalissimo"                                         | Todd Holland             | Robert Carlock                          | 5 de Fevereiro de 2009  | 310                     | 6,33                         |
| 47                       | 11                      | "St. Valentine's Day"                                   | Don Scardino             | Jack Burditt & Tina Fey                 | 12 de Fevereiro de 2009 | 311                     | 7,60                         |
| 48                       | 12                      | "Larry King"                                            | Constantine Makris       | Matt Hubbard                            | 26 de Fevereiro de 2009 | 312                     | 6,40                         |
| 49                       | 13                      | "Goodbye, My Friend"                                    | John Riggi               | Ron Weiner                              | 5 de Março de 2009      | 313                     | 7,30                         |
| 50                       | 14                      | "The Funcooker"                                         | Ken Whittingham          | Donald Glover & Tom Ceraulo             | 12 de Março de 2009     | 314                     | 6,40                         |
| 51                       | 15                      | "The Bubble"                                            | Tricia Brock             | Tina Fey                                | 19 de Março de 2009     | 315                     | 7,10                         |
| 52                       | 16                      | "Apollo, Apollo"                                        | Millicent Shelton        | Robert Carlock                          | 26 de Março de 2009     | 316                     | 7,17                         |
| 53                       | 17                      | "Cutbacks"                                              | Gail Mancuso             | Matt Hubbard                            | 9 de Abril de 2009      | 317                     | 6,80                         |
| 54                       | 18                      | "Jackie Jormp-Jomp"                                     | Don Scardino             | Kay Cannon & Tracey Wigfield            | 16 de Abril de 2009     | 318                     | 7,30                         |
| 55                       | 19                      | "The Ones"                                              | Beth McCarthy-Miller     | Jack Burditt                            | 23 de Abril de 2009     | 319                     | 6,30                         |
| 56                       | 20                      | "The Natural Order"                                     | Scott Ellis              | John Riggi & Tina Fey                   | 30 de Abril de 2009     | 320                     | 6,00                         |
| 57                       | 21                      | "Mamma Mia"                                             | Don Scardino             | Ron Weiner                              | 7 de Maio de 2009       | 321                     | 6,20                         |
| 58                       | 22                      | "Kidney Now!"                                           | Don Scardino             | Jack Burditt & Robert Carlock           | 14 de Maio de 2009      | 322                     | 5,66                         |
| 4.ª temporada (2009-10)  |                         |                                                         |                          |                                         |                         |                         |                              |
| 59                       | 1                       | "Season 4"                                              | Don Scardino             | Tina Fey                                | 15 de Outubro de 2009   | 401                     | 6,39                         |
| 60                       | 2                       | "Into the Crevasse"                                     | Beth McCarthy-Miller     | Robert Carlock                          | 22 de Outubro de 2009   | 402                     | 6,68                         |
| 61                       | 3                       | "Stone Mountain"                                        | Don Scardino             | John Riggi                              | 29 de Outubro de 2009   | 403                     | 6,01                         |
| 62                       | 4                       | "Audition Day"                                          | Beth McCarthy-Miller     | Matt Hubbard                            | 5 de Novembro de 2009   | 404                     | 5,94                         |
| 63                       | 5                       | "The Problem Solvers"                                   | John Riggi               | Ron Weiner                              | 12 de Novembro de 2009  | 405                     | 5,80                         |
| 64                       | 6                       | "Sun Tea"                                               | Gail Mancuso             | Josh Siegal & Dylan Morgan              | 19 de Novembro de 2009  | 406                     | 5,86                         |
| 65                       | 7                       | "Dealbreakers Talk Show #0001"                          | Don Scardino             | Kay Cannon                              | 3 de Dezembro de 2009   | 407                     | 6,08                         |
| 66                       | 8                       | "Secret Santa"                                          | Beth McCarthy-Miller     | Tina Fey                                | 10 de Dezembro de 2009  | 408                     | 6,70                         |
| 67                       | 9                       | "Klaus and Greta"                                       | Gail Mancuso             | Robert Carlock                          | 14 de Janeiro de 2010   | 409                     | 5,12                         |
| 68                       | 10                      | "Black Light Attack!"                                   | Don Scardino             | Steve Hely                              | 14 de Janeiro de 2010   | 410                     | 5,01                         |
| 69                       | 11                      | "Winter Madness"                                        | Beth McCarthy-Miller     | Vali Chandrasekaran & Tom Ceraulo       | 21 de Janeiro de 2010   | 411                     | 5,58                         |
| 70                       | 12                      | "Verna"                                                 | Don Scardino             | Ron Weiner                              | 4 de Fevereiro de 2010  | 412                     | 5,93                         |
| 71                       | 13                      | "Anna Howard Shaw Day"                                  | Ken Whittingham          | Matt Hubbard                            | 11 de Fevereiro de 2010 | 413                     | 6,00                         |
| 72                       | 14                      | "Future Husband"                                        | Don Scardino             | Tracey Wigfield & Jon Haller            | 11 de Março de 2010     | 414                     | 5,89                         |
| 73                       | 15                      | "Don Geiss, America and Hope"                           | Stephen Lee Davis        | Jack Burditt & Tracey Wigfield          | 18 de Março de 2010     | 415                     | 6,80                         |
| 74                       | 16                      | "Floyd"                                                 | Millicent Shelton        | Paula Pell                              | 25 de Março de 2010     | 416                     | 6,25                         |
| 75                       | 17                      | "Lee Marvin vs. Derek Jeter"                            | Don Scardino             | Kay Cannon & Tina Fey                   | 22 de Abril de 2010     | 417                     | 4,00                         |
| 76                       | 18                      | "Khonani"                                               | Beth McCarthy-Miller     | Vali Chandrasekaran                     | 22 de Abril de 2010     | 418                     | 5,16                         |
| 77                       | 19                      | "Argus"                                                 | Jeff Richmond            | Josh Siegal, Dylan Morgan & Paula Pell  | 29 de Abril de 2010     | 419                     | 5,44                         |
| 78                       | 20                      | "The Moms"                                              | John Riggi               | Kay Cannon & Robert Carlock             | 6 de Maio de 2010       | 420                     | 5,42                         |
| 79                       | 21                      | "Emanuelle Goes to Dinosaur Land"                       | Beth McCarthy-Miller     | Matt Hubbard                            | 13 de Maio de 2010      | 421                     | 4,96                         |
| 80                       | 22                      | "I Do Do"                                               | Don Scardino             | Tina Fey                                | 20 de Maio de 2010      | 422                     | 5,45                         |
| 5.ª temporada (2010-11)  |                         |                                                         |                          |                                         |                         |                         |                              |
| 81                       | 1                       | "The Fabian Strategy"                                   | Beth McCarthy-Miller     | Tina Fey                                | 23 de Setembro de 2010  | 501                     | 5,85                         |
| 82                       | 2                       | "When It Rains, It Pours"                               | Don Scardino             | Robert Carlock                          | 30 de Setembro de 2010  | 502                     | 5,68                         |
| 83                       | 3                       | "Let's Stay Together"                                   | John Riggi               | Jack Burditt                            | 7 de Outubro de 2010    | 503                     | 4,90                         |
| 84                       | 4                       | "Live Show"                                             | Beth McCarthy-Miller     | Robert Carlock & Tina Fey               | 14 de Outubro de 2010   | 504                     | 6,70                         |
| 85                       | 5                       | "Reaganing"                                             | Todd Holland             | Matt Hubbard                            | 21 de Outubro de 2010   | 505                     | 5,18                         |
| 86                       | 6                       | "Gentleman's Intermission"                              | Don Scardino             | John Riggi                              | 4 de Novembro de 2010   | 506                     | 5,31                         |
| 87                       | 7                       | "Brooklyn Without Limits"                               | Michael Engler           | Ron Weiner                              | 11 de Novembro de 2010  | 507                     | 5,09                         |
| 88                       | 8                       | "College"                                               | Don Scardino             | Josh Siegal & Dylan Morgan              | 18 de Novembro de 2010  | 508                     | 5,11                         |
| 89                       | 9                       | "Chain Reaction of Mental Anguish"                      | Ken Whittingham          | Kay Cannon                              | 2 de Dezembro de 2010   | 509                     | 5,03                         |
| 90                       | 10                      | "Christmas Attack Zone"                                 | John Riggi               | Tracey Wigfield                         | 9 de Dezembro de 2010   | 510                     | 4,76                         |
| 91                       | 11                      | "Mrs. Donaghy"                                          | Tricia Brock             | Jack Burditt                            | 20 de Janeiro de 2011   | 511                     | 5,34                         |
| 92                       | 12                      | "Operation Righteous Cowboy Lightning"                  | Beth McCarthy-Miller     | Robert Carlock                          | 27 de Janeiro de 2011   | 512                     | 4,92                         |
| 93                       | 13                      | "¡Qué Sorpresa!"                                        | John Riggi               | Matt Hubbard                            | 3 de Fevereiro de 2011  | 513                     | 4,78                         |
| 94                       | 14                      | "Double-Edged Sword"                                    | Don Scardino             | Kay Cannon & Tom Ceraulo                | 10 de Fevereiro de 2011 | 514                     | 4,59                         |
| 95                       | 15                      | "It's Never Too Late for Now"                           | John Riggi               | Vali Chandrasekaran                     | 17 de Fevereiro de 2011 | 515                     | 4,07                         |
| 96                       | 16                      | "TGS Hates Women"                                       | Beth McCarthy-Miller     | Ron Weiner                              | 24 de Fevereiro de 2011 | 516                     | 4,50                         |
| 97                       | 17                      | "Queen of Jordan"                                       | Ken Whittingham          | Tracey Wigfield                         | 17 de Março de 2011     | 517                     | 4,19                         |
| 98                       | 18                      | "Plan B"                                                | Jeff Richmond            | Josh Siegal & Dylan Morgan              | 24 de Março de 2011     | 518                     | 4,36                         |
| 99                       | 19                      | "I Heart Connecticut"                                   | Stephen Lee Davis        | Vali Chandrasekaran & Jon Haller        | 14 de Abril de 2011     | 519                     | 4,45                         |
| 100–101                  | 20–21                   | "100"                                                   | Don Scardino             | Jack Burditt, Robert Carlock & Tina Fey | 21 de Abril de 2011     | 520 / 521               | 4,60                         |
| 102                      | 22                      | "Everything Sunny All the Time Always"                  | John Riggi               | Kay Cannon & Matt Hubbard               | 28 de Abril de 2011     | 522                     | 3,95                         |
| 103                      | 23                      | "Respawn"                                               | Don Scardino             | Hannibal Buress & Ron Weiner            | 5 de Maio de 2011       | 523                     | 4,20                         |
| 6.ª temporada (2012)     |                         |                                                         |                          |                                         |                         |                         |                              |
| 104                      | 1                       | "Dance Like Nobody's Watching"                          | John Riggi               | Tina Fey & Tracey Wigfield              | 12 de Janeiro de 2012   | 601                     | 4,47                         |
| 105                      | 2                       | "Idiots Are People Two!"                                | Beth McCarthy-Miller     | Robert Carlock                          | 19 de Janeiro de 2012   | 602                     | 4,05                         |
| 106                      | 3                       | "Idiots Are People Three!"                              | Beth McCarthy-Miller     | Robert Carlock                          | 26 de Janeiro de 2012   | 603                     | 3,82                         |
| 107                      | 4                       | "The Ballad of Kenneth Parcell"                         | Jeff Richmond            | Matt Hubbard                            | 26 de Janeiro de 2012   | 604                     | 3,98                         |
| 108                      | 5                       | "Today You Are a Man"                                   | Jeff Richmond            | Ron Weiner                              | 2 de Fevereiro de 2012  | 605                     | 3,21                         |
| 109                      | 6                       | "Hey, Baby, What's Wrong"                               | Michael Engler           | Kay Cannon                              | 9 de Fevereiro de 2012  | 606                     | 3,85                         |
| 110                      | 7                       | "Hey, Baby, What's Wrong"                               | Michael Engler           | Kay Cannon                              | 9 de Fevereiro de 2012  | 607                     | 3,85                         |
| 111                      | 8                       | "The Tuxedo Begins"                                     | John Riggi               | Dylan Morgan & Josh Siegal              | 16 de Fevereiro de 2012 | 608                     | 3,59                         |
| 112                      | 9                       | "Leap Day"                                              | Steve Buscemi            | Luke Del Tredici                        | 23 de Fevereiro de 2012 | 609                     | 3,71                         |
| 113                      | 10                      | "Alexis Goodlooking and the Case of the Missing Whisky" | Michael Slovis           | John Riggi                              | 1 de Março de 2012      | 610                     | 3,77                         |
| 114                      | 11                      | "Standards and Practices"                               | Beth McCarthy-Miller     | Vali Chandrasekaran                     | 8 de Março de 2012      | 611                     | 3,49                         |
| 115                      | 12                      | "St. Patrick's Day"                                     | John Riggi               | Colleen McGuinness                      | 15 de Março de 2012     | 612                     | 4,00                         |
| 116                      | 13                      | "Grandmentor"                                           | Beth McCarthy-Miller     | Sam Means                               | 22 de Março de 2012     | 613                     | 3,31                         |
| 117                      | 14                      | "Kidnapped by Danger"                                   | Claire Cowperthwaite     | Tina Fey                                | 22 de Março de 2012     | 614                     | 3,42                         |
| 118                      | 15                      | "The Shower Principle"                                  | Stephen Lee Davis        | Tom Ceraulo                             | 29 de Março de 2012     | 615                     | 3,20                         |
| 119                      | 16                      | "Nothing Left to Lose"                                  | John Riggi               | Lauren Gurganous & Nina Pedrad          | 5 de Abril de 2012      | 616                     | 2,79                         |
| 120                      | 17                      | "Meet the Woggels!"                                     | Linda Mendoza            | Ron Weiner                              | 12 de Abril de 2012     | 617                     | 2,98                         |
| 121                      | 18                      | "Murphy Brown Lied to Us"                               | John Riggi               | Robert Carlock & Vali Chandrasekaran    | 19 de Abril de 2012     | 618                     | 3,06                         |
| 122                      | 19                      | "Live from Studio 6H"                                   | Beth McCarthy-Miller     | Jack Burditt & Tina Fey                 | 26 de Abril de 2012     | 619                     | 3,47                         |
| 123                      | 20                      | "Queen of Jordan 2: The Mystery of the Phantom Pooper"  | Ken Whittingham          | Luke Del Tredici & Tracey Wigfield      | 3 de Maio de 2012       | 620                     | 3,04                         |
| 124                      | 21                      | "The Return of Avery Jessup"                            | John Riggi               | Josh Siegal & Dylan Morgan              | 10 de Maio de 2012      | 621                     | 2,92                         |
| 125                      | 22                      | "What Will Happen to the Gang Next Year?"               | Michael Engler           | Matt Hubbard                            | 17 de Maio de 2012      | 622                     | 2,84                         |
| 7.ª temporada (2012-13)  |                         |                                                         |                          |                                         |                         |                         |                              |
| 126                      | 1                       | "The Beginning of the End"                              | Don Scardino             | Jack Burditt                            | 4 de Outubro de 2012    | 701                     | 3,46                         |
| 127                      | 2                       | "Governor Dunston"                                      | Robert Carlock           | Robert Carlock                          | 11 de Outubro de 2012   | 702                     | 3,40                         |
| 128                      | 3                       | "Stride of Pride"                                       | Michael Engler           | Tina Fey                                | 18 de Outubro de 2012   | 703                     | 3,04                         |
| 129                      | 4                       | "Unwindulax"                                            | James E. Sheridan        | Matt Hubbard                            | 25 de Outubro de 2012   | 704                     | 3,13                         |
| 130                      | 5                       | "There's No I in America"                               | John Riggi               | Josh Siegal & Dylan Morgan              | 31 de Outubro de 2012   | 705                     | 3,60                         |
| 131                      | 6                       | "Aunt Phatso vs. Jack Donaghy"                          | Don Scardino             | Luke Del Tredici                        | 15 de Novembro de 2012  | 706                     | 3,34                         |
| 132                      | 7                       | "Mazel Tov, Dummies!"                                   | Beth McCarthy-Miller     | Tracey Wigfield                         | 29 de Novembro de 2012  | 707                     | 3,61                         |
| 133                      | 8                       | "My Whole Life Is Thunder"                              | Linda Mendoza            | Jack Burditt & Colleen McGuinness       | 6 de Dezembro de 2012   | 708                     | 3,22                         |
| 134                      | 9                       | "Game Over"                                             | Ken Whittingham          | Robert Carlock & Sam Means              | 10 de Janeiro de 2013   | 709                     | 3,79                         |
| 135                      | 10                      | "Florida"                                               | Claire Cowperthwaite     | Tom Ceraulo & Matt Hubbard              | 17 de Janeiro de 2013   | 710                     | 3,44                         |
| 136                      | 11                      | "A Goon's Deed in a Weary World"                        | Jeff Richmond            | Lang Fisher & Nina Pedrad               | 24 de Janeiro de 2012   | 711                     | 3,81                         |
| 137                      | 12                      | "Hogcock!"                                              | Beth McCarthy-Miller     | Jack Burditt & Robert Carlock           | 31 de Janeiro de 2012   | 712                     | 4,88                         |
| 138                      | 13                      | "Last Lunch"                                            | Beth McCarthy-Miller     | Tina Fey & Tracey Wigfield              | 31 de Janeiro de 2012   | 713                     | 4,88                         |
| Episódio especial (2020) |                         |                                                         |                          |                                         |                         |                         |                              |
| 139                      | N–A                     | "A One-Time Special"                                    | Oz Rodriguez & Ryan Sage | Tina Fey & Robert Carlock               | 16 de Julho de 2020     | N/A                     | 0,88                         |